# Alles is Liefde (film)
Alles is liefde is een Nederlandse ensemblefilm die op 11 oktober 2007 in de Nederlandse bioscopen in première ging. De romantische komedie is geschreven door Kim van Kooten en werd geregisseerd door Joram Lürsen. Er speelt een groot aantal bekende Nederlanders mee in de film.
De film werd opgenomen van oktober tot en met december 2006. De film ging op 8 oktober 2007 in première in Pathé Tuschinski in Amsterdam. Op 11 oktober volgde de landelijke première in 92 theaters.
Na vier dagen in de bioscoop bereikte de film de status van 'Gouden Film'. De 'Gouden Film' werd in bioscoop Utopolis in Almere uitgereikt aan de film Alles is liefde. Deze prijs wordt uitgereikt aan films in de bioscopen die door meer dan 100.000 worden bekeken. Op 7 december 2007 kreeg de film de Diamanten Film, die wordt uitgereikt als de miljoenste bezoeker bereikt wordt.
Tijdens het Gala van de Nederlandse Film op 3 oktober 2008 kreeg de film een Gouden kalf voor beste Nederlandse speelfilm, regisseur Joram Lürsen kreeg de onderscheiding voor beste regie.
In 2010 werd een Vlaamse versie gemaakt, Zot van A., waarna in 2014 een Duitse versie werd gelanceerd, Alles ist Liebe.

## Verhaal
De acteur die Sinterklaas speelt overlijdt vlak voor de intocht op televisie. Een mysterieuze nieuwe Sinterklaas (gespeeld door Michiel Romeyn) vervangt hem. Tijdens de intocht redt hij een klein meisje dat in het water valt en verdwijnt dan. Wanneer hij door de productieassistente van de televisie-uitzending weer gevonden is doet hij na aandringen, tegen verdere betaling, meer televisieoptredens. Door zijn alternatieve manier van doen is hij populair.
Klaasje (Wendy van Dijk) woont gescheiden van Dennis (Peter Paul Muller), die haar heeft bedrogen met de schooljuf (Chantal Janzen). Dennis wil haar terug, maar zijn kansen lijken verkeken als zij een jonge minnaar (Valerio Zeno) tijdens de begrafenis van haar vader (de acteur die Sinterklaas speelde) ontmoet en in huis haalt. Deze blijkt pas 16 jaar, dat vindt zij toch wel erg jong. De juf probeert ondertussen zonder succes Dennis in te palmen en als Klaasje ziet hoeveel Dennis toch van haar houdt beseft ze dat zij ook nog steeds veel voor Dennis voelt en maken ze het weer goed.
Klaasjes beste vriendin Simone (Anneke Blok), de moeder van het geredde meisje, is de spil in haar gezin. Haar man Ted (Thomas Acda) voelt zich vaak overbodig. Dat hij is ontslagen, durft hij haar niet te vertellen, maar zij komt er toch achter. Ook steelt hij een halsketting die hij Simone cadeau doet. Simone denkt door alle geheimzinnigheid dat Ted vreemdgaat en probeert dit te maskeren door hyperactief gedrag waardoor ze uiteindelijk geestelijk instort. Ted maakt het goed met haar en zegt dat zij niet alles hoeft te doen en hij ook best kan meehelpen in het gezin.
Badmeester Victor (Paul de Leeuw) verheugt zich op het huwelijk met zijn grote liefde Kees (Daan Schuurmans), de begrafenisondernemer die ook de vader van Klaasje heeft begraven. Maar Kees twijfelt en slaat zijn angsten van zich af tijdens weekendjes larpen. Tijdens de huwelijksplechtigheid loopt hij weg zonder het jawoord te hebben gegeven.
Victors zus Kiki (Carice van Houten), verkoopster bij de juwelenafdeling in de Bijenkorf, droomt van een prins op het witte paard. Een echte prins, kroonprins Valentijn (Jeroen Spitzenberger), droomt van haar. Tijdens de intocht van Sinterklaas ontmoeten zij elkaar wanneer het paard voor de koets waar Kiki op zit (Kiki is verkleed als cadeautje vanwege een reclamecampagne van de Bijenkorf), regelrecht naar Valentijn toeloopt. Prins Valentijn is op slag verliefd. Als hij de volgende morgen op de stoep van de Bijenkorf staat wordt hij afgewezen door Kiki; omdat hij nog nooit ergens iets voor heeft hoeven doen en alles hem is komen aanwaaien weigert zij in zijn armen te vliegen. Om alsnog met haar in contact te komen gaat hij als zwarte Piet bij de Bijenkorf werken. Nu ziet Kiki in dat hij wel degelijk wat voor haar over heeft en een wilde nacht is het gevolg. De volgende morgen sluipt hij echter zonder gedag te zeggen weg, via de daken. Kiki is boos, maar vergeeft hem.
De "inval-Sinterklaas", de zwerver Jan, blijkt de vader te zijn van Kees. Ze waren elkaar kwijt, maar door een tv-optreden van Sinterklaas vinden ze elkaar. Victor en Kees maken het weer goed en Victor brengt Kees naar zijn vader.

## Rolverdeling
| Acteur                     | Personage                    | Opmerkingen              |
| -------------------------- | ---------------------------- | ------------------------ |
| Michiel Romeyn             | Jan                          |                          |
| Thomas Acda                | Ted Coelman                  | Rembrandt: Beste Acteur  |
| Anneke Blok                | Simone Coelman               |                          |
| Carice van Houten          | Kiki Jollema                 | Rembrandt: Beste Actrice |
| Jeroen Spitzenberger       | Prins Valentijn              |                          |
| Wendy van Dijk             | Klaasje van Ophorst          |                          |
| Peter Paul Muller          | Dennis                       |                          |
| Daan Schuurmans            | Kees Tromp                   |                          |
| Paul de Leeuw              | Victor Jollema               |                          |
| Lies Visschedijk           | Alicia                       |                          |
| Marc-Marie Huijbregts      | Rudolf van Hoogstraten Bosch |                          |
| Lineke Rijxman             | Jutta Horvath                |                          |
| Viggo Waas                 | Youri                        |                          |
| Camilla Siegertsz          | Anneke                       |                          |
| Bas Keijzer                | Rens                         |                          |
| René van 't Hof            | Eppie de zwerver             |                          |
| Marisa van Eyle            | Maria                        |                          |
| Ad Knippels                | Max                          |                          |
| Valerio Zeno               | Daniël Levi                  |                          |
| Siebe Schoneveld           | Boris                        |                          |
| Java Siegertsz             | Fenna Coelman                |                          |
| Redmar Siegertsz           | David Coelman                |                          |
| Eric Schneider             | Tom van Ophorst              |                          |
| Chantal Janzen             | Sarah                        |                          |
| Alex Klaasen               | Sjoerd                       |                          |
| Sieger Sloot               | Pjotr                        |                          |
| Frank Houtappels           | Melle                        |                          |
| Annemieke Aalderink-Bakker | Saskia                       |                          |
| Michiel Nooter             | Albert Bok                   |                          |
| León Berruecho             | Spaanse chauffeur            |                          |
| Rob Bartels                | Politieagent                 |                          |
| Ton Kas                    | Dekker                       |                          |
| Eva Smid                   | Cateringmeisje               |                          |
| Ids van der Krieke         | Paardenman                   |                          |
| Gijs Schoneveld            | Hoofdpiet                    |                          |
| Lisa Portengen             | Moeder 1                     |                          |
| Pien Belle                 | Klein meisje                 |                          |
| Evert de Jager             | Baas tv                      |                          |
| Diederik Ebbinge           | Bal 1 (Huub)                 |                          |
| Rutger de Bekker           | Bal 2 (Robert)               |                          |
| Remko Vrijdag              | Bal 3 (Guido)                |                          |
| Juul Vrijdag               | Receptioniste                |                          |
| Ruben van der Meer         | Barman Ron                   |                          |
| Dennis Overeem             | Grimeur                      |                          |
| Marina Wijn                | Opnameleider 1               |                          |
| Ruben Lürsen               | Presentator 1                |                          |
| Ellen Parren               | Jonge vrouw                  |                          |
| Ellis van den Brink        | Lizzy Levi                   |                          |
| Carly Wijs                 | Hanna Levi                   |                          |
| Ellis van Maarseveen       | Ordinaire Dame               |                          |
| Job Castelijn              | Opnameleider 2               |                          |
| Hans Kesting               | Presentator 2                |                          |
| Marlies Hamelynck          | Moeder Jollema               |                          |
| Jan Posch                  | Vader Jollema                |                          |
| Genio de Groot             | Ambtenaar bruiloft           |                          |
| Karien Noordhoff           | Grondstewardess              |                          |
| Kitty Courbois             | Actrice op crematie          |                          |
| Hans Kemna                 | Acteur op crematie           |                          |
| Tim Zweije                 | Opnameleider 3               |                          |
| Joep van Deudekom          | Presentator 3                |                          |
| Famke van der Bijl         | Samantha                     |                          |
| Esmée van Medevoort        | Brenda                       |                          |
| Bianca Krijgsman           | Verkoopster Bijenkorf        |                          |
| Kevin Llewellyn            | Bekende zanger               |                          |
| Rick Kloppers              | Figurant                     |                          |
| Bas Kloppers               | Figurant                     |                          |

## Productie
De film werd geproduceerd door Frans van Gestel, Jeroen Beker, Job Gosschalk en San Fu Maltha.
De film is het resultaat van een idee van producent Job Gosschalk, die was geïnspireerd door de film Love Actually om een romantische komedie te maken met een groot aantal sterren. Samen met Frans van Gestel en een andere producer werkte hij een aantal ideeën uit en nadien kregen ze vrij snel toestemming om het te ontwikkelen. Daarna werd Kim van Kooten ingehuurd om het scenario te schrijven en pas enkele maanden later verbond Joram Lürsen zijn naam aan de film.
Volgens Lürsen zijn alle acteurs die de ploeg op het oog had ook daadwerkelijk gekozen. Paul de Leeuw, een van de spelers, vertelde dat voor zover hij wist, niemand hoefde te auditeren en iedereen op basis van een telefoongesprek de rol kreeg toegewezen. Gosschalk zei dat de audities op een "natuurlijke manier" verliepen. Hij koos Wendy van Dijk voor een rol omdat ze indruk op hem maakte met haar optreden in Liever verliefd (2003) en omdat ze hem deed denken aan Julia Roberts. Bovendien had Van Dijk eerder met Lürsen samengewerkt aan In Oranje (2004).
Voor de rol van Kiki "wist iedereen" dat Carice van Houten ingezet moest worden, aldus Gosschalk. Daan Schuurmans wilde geen stereotiepe homoseksueel neerzetten en vond belangrijk "dat het van binnenuit kwam". Lürsen regelde een apart diner voor alle filmkoppels om elkaar beter te leren kennen. De Leeuw had aanvankelijk zijn twijfels over Schuurmans, maar beweerde dat Schuurmans hem tijdens de eerste ontmoeting benaderde voor een zoen ter voorbereiding van de film.
Door de vele verhaallijnen kregen veel acteurs elkaar niet te zien tijdens de draaidagen. Elk filmkoppel had ongeveer negen draaidagen. Lürsen gaf toe dat de scène van de intocht van Sinterklaas op "illegale" wijze werd opgenomen. De locatie kon niet afgezet worden, waarop Lürsen, met aanmoediging van Michiel Romeyn, besloot om de film tijdens de daadwerkelijke intocht van Sinterklaas op te nemen. Hij nam shots van het publiek, waarna hij de scène opnam waarin Romeyn door de menigte rent.

## Prijzen en nominaties
Alles is Liefde bracht al drie prijzen op voor het aantal bezoekers dat de film bezocht:
- Gouden Film - 100.000 - 15 oktober 2007
- Platina Film - 400.000 - 28 oktober 2007
- Diamanten Film - 1.000.000 - 7 december 2007
- Rembrandt - Beste film, Beste actrice (Carice van Houten)/acteur (Thomas Acda) - 2008
- Gouden Kalf - Beste film, Beste regie (Joram Lürsen) - 2008

In totaal bezochten 1.213.764 mensen in 2007 de film. De film komt daarmee in het jaaroverzicht op een derde plek te staan, na Harry Potter and the order of the Phoenix (met 1.322.062 bezoekers) en Pirates of the Caribbean: at world's end (met 1.225.799 bezoekers).

## Filmmuziek
1. BLØF - Alles is Liefde
2. Dean Martin - You're Nobody Till Somebody Loves You
3. KT Tunstall - Other Side Of The World
4. The Weepies - Gotta Have You
5. Trijntje Oosterhuis - Do You Know the Way to San Jose?
6. Amos Lee - Seen It All Before
7. Aberfeldy - Love Is An Arrow
8. Stevie Ann - One Year Of Love
9. DI-RECT - She
10. Natalie Cole - This Will Be (An Everlasting Love)
11. Corinne Bailey Rae - Like A Star
12. Norah Jones - Thinking About You
13. Krezip - Everybody's Got to Learn Sometime
14. Hot Chocolate - You sexy thing
15. Wiegel Meirmans Snitker - Liefde Is Als Sinterklaas

## Vervolg
In november 2012 kwam Lürsen met het vervolg van Alles is Liefde: Alles is familie. Hoewel Carice van Houten opnieuw de hoofdrol speelt in de film, is het geen direct vervolg op Alles is liefde. De film heeft nieuwe personages en nieuwe verhaallijnen.

## Trivia
- De Audi A6 van prins Valentijn verandert tijdens het bezoek aan de winkel van een oud model A6 Quattro naar een nieuw model Audi A6.
- De Vlaamse regisseur Jan Verheyen maakte een remake met als titel Zot van A. Hiermee werd verwezen naar de hoofdspelers wier namen allemaal beginnen met de letter A, maar ook naar de stad Antwerpen waar de film werd opgenomen. Clouseau zong voor deze remake de titelsong onder de titel Gek op jou.
- De film wordt vaak rond Sinterklaastijd op TV uitgezonden.